# 前田健太
前田 健太（まえだ けんた、1988年4月11日 - ）は、大阪府泉北郡忠岡町出身のプロ野球選手（投手）。右投右打。MLBのニューヨーク・ヤンキース傘下所属。

## 概要
投手としてMLB（ロサンゼルス・ドジャース、ミネソタ・ツインズ）では6度の地区優勝、2度のリーグ優勝に貢献。個人ではNPBで合計17個のタイトル（7個）・主要表彰（10個）を獲得している。日本代表では第3回WBCでエースとして貢献した。
また、NPBで沢村栄治賞を複数回受賞や1度の投手三冠王も達成している。
愛称は「マエケン」。
妻はフリーアナウンサーの成嶋早穂。代理人はワッサーマン・メディア・グループ。

## 経歴

### プロ入り前
忠岡町立忠岡小学校・忠岡町立忠岡中学校を卒業した。子供のころから勉強を強いられたことはなく、むしろ外に遊びに行くように言われていたという。忠岡小3年生の時、近所の幼なじみの影響で地元の野球チーム「岸和田イーグレッツ」で野球を始め、6年生の時に西日本優勝を果たすなど実に31個のタイトルを獲得。小学生の間は野球以外にもサッカーや水泳などにも取り組んでおり、特に2歳の時から習っていた水泳では西日本大会優勝の実績を持つ。忠岡中時代は「忠岡ボーイズ」に所属し、西日本大会で優勝した。日本選抜では世界大会に出場。優勝に貢献し、MVPに選出された。また忠岡ボーイズ時代には「宝塚ボーイズ」と度々対戦し、この時捕手を務めていた田中将大をよく覚えているという。
プロ入りを念頭にPL学園高校に進学し、1年の夏からベンチ入り。大阪府大会では大阪桐蔭高校との大会史上初の決勝再試合で先発し、完投勝利を挙げ、高校の先輩である桑田真澄にあやかり「桑田二世」と呼ばれる。第86回夏の甲子園では、初戦の日大三高戦で先発登板する。しかし、2回途中の守備で右足つけ根付近に打球を受けるアクシデントに見舞われるなど、5回を投げ被安打8、3失点で途中降板となり、5-8で敗れた。
1年夏同様、2年夏にも大阪桐蔭と地区予選で対戦し、1学年上の平田良介・辻内崇伸、1学年下の中田翔らと対戦した。この年は打席で辻内の速球を右肘に受け、直後の投球で平田に逆転2ランを喫する。最終回に辻内から本塁打を放つが及ばず、2-4で敗れた。2年秋、コーチに相談し、一人で黙々と走りこみを行った結果、冬を越すと球速は10km/h上昇し、140km/h終盤を計測するようになった。
3年春には近畿代表として第78回センバツ出場を果たした。1回戦の真岡工業高校戦で16奪三振完投勝利を挙げ、2回戦の愛知啓成高校戦では完封勝利を記録。準々決勝の秋田商業戦では本盗も見せた。準決勝で清峰高校戦に先発するも6失点で途中降板し、チームもベスト4で敗退した。3年夏は4番エースを務め、最速148km/hを計測、高校通算27本塁打を放ったものの、府大会の準々決勝で敗退。これによって夏の甲子園の出場が消えてしまったが、一方でプロに入って見返す気持ちに切り替えられたという。
9月25日の高校生ドラフト会議で、広島東洋カープから単独1位指名を受ける。担当スカウトは宮本洋二郎。

### 広島時代
2006年10月13日に契約金8000万、年俸800万（金額は推定）でカープと仮契約を結んだ。背番号は「34」となった。
2007年は入団当初は球団の方針により二軍キャンプスタートだったものの、ほぼ完成された投球フォームから繰り出す伸びのあるストレートや縦に割れるカーブが評価され、2月20日に一軍キャンプに合流した。一軍での登板は無かったが、同シーズンは開幕から二軍の先発ローテーションを任された。春先は新しい変化球の習得を兼ねていたこともあり結果が出なかったが、徐々に安定感を増していった。その安定感が評価され、フレッシュオールスターにも出場し、後半戦前のオールスター休みには一軍の練習にも参加した。最終的には共にウエスタン・リーグ最多の118被安打、8敗（5勝0セーブ）で一軍での登板はならなかったものの、投球回数103回2/3はチーム最多だった。また打撃では.364の高打率を残している。
2008年は前年限りで引退した佐々岡真司から、エースナンバーである背番号「18」を受け継いだ。当時、一度も一軍で出場したことがなくプロとして全く実績がなかった前田がエースナンバーを受け継ぐことにはファンだけでなく前田自身も驚くばかりであったが、これは裏を返せば球団からの前田に対するとてつもない期待の表れでもあった。4月5日の対横浜ベイスターズ戦で初登板初先発し、5回3失点の結果を残した。6月18日の対北海道日本ハムファイターズ戦で8回を2安打無失点4奪三振の好投（7回までは無安打）でプロ初勝利を飾り、9月20日の中日戦では102球を投げ被安打4で初完封（無四球）も記録した。9月28日の旧広島市民球場の最後の公式戦（対ヤクルト21回戦）では、川島亮からプロ初本塁打を記録。この試合では勝利投手にもなり、旧市民球場最後の勝利投手となった。オールスター戦以降はローテーションに定着し、クライマックスシリーズ進出争いを繰り広げた9月と10月で4勝を記録。コルビー・ルイスに次ぐチーム2位タイの9勝（2敗）を挙げ、開幕前に自身が目標としたシーズン5勝を大幅に上回った。オフの契約更改では、およそ3倍増となる2500万円で更改した。
2009年は開幕2試合目の対読売ジャイアンツ戦（東京ドーム）に先発し、シーズン初登板初勝利を挙げた。21歳の誕生日となった4月11日の対中日ドラゴンズ戦では、開場して2試合目となったMAZDA Zoom-Zoom スタジアム広島で自身2度目の無四球完封勝利を果たし、チームを新球場初勝利に導いた。しかし、それ以降は登板5連敗と7連敗を1度ずつ記録するなど負けが先行し、最終的に8勝14敗に終わった。29試合の登板のうち22試合でクオリティ・スタート（先発で6回以上を投げ3失点以内）を記録したにもかかわらず、その22試合のうちで勝利投手になったのはわずか7試合だった。前田の14敗はほとんどが接戦によるものであり、その原因を「勝ちきれない自分の弱さ」と「相手に投げ負けたこと」と分析。試合全体ではなく勝負どころを抑えることが重要と考えてその後の投球に生かした。またポジティブな性格が、結果が出ない中でもプレッシャーに負けない気持ちを維持できた要因だと語っている。この年の巨人・中日・ヤクルトの上位3チームとの対戦では、防御率が全て2点台（先発では前田のみ）ながら4勝9敗と負け越した。しかし、それでも年間を通じてローテーションを守り切り、チームトップ・リーグ3位の193投球回を記録。5回を持たずに降板した試合は僅か1試合のみだった。被本塁打は倍増したが、リーグ4位の147奪三振、四球はわずか29個、WHIPも前年より向上させ常に安定した投球を見せた。球団も前田の投球内容を高く評価していたため、オフの契約更改では、倍増に近い4800万円で更改した。
2010年3月26日の対中日戦（ナゴヤドーム）、開幕戦を託される見込みであった大竹寛がケガにより出遅れたため自身初の開幕投手を務め、8回を1失点に抑えて勝利投手となった。前年に続き得点援護率はリーグワースト2位の3.38と打線の無援護に悩まされたが、スライダーの曲がり、ストレートの球速ともに向上し、投球の安定性が格段に向上。開幕から防御率1点台を保って順調に勝ち星を積み重ね、セ・パ交流戦では、12球団トップの防御率1.05を記録した。前半戦だけで自身初の2桁勝利を達成し、オールスターゲームにファン投票両リーグ最多得票及び選手間投票選出で初出場を果たして第1戦（福岡Yahoo! JAPANドーム）にて球宴初登板先発勝利を挙げた。5月15日の日本ハム戦（マツダスタジアム）ではダルビッシュ有と白熱の投手戦を繰り広げ、ダルビッシュは8回無失点、前田は9回無失点の完封。9回裏に赤松真人のヒットで広島が1-0でサヨナラ勝ちし、日本球界のエースとの激しい投げ合いを制した前田が勝利投手になった。この試合後にダルビッシュが自身のブログで前田の名前を出して称賛しエールを送る内容をつづったことが話題となった。最終成績は15勝8敗、防御率2.21、奪三振174でセ・リーグ11年ぶり、史上最年少、球団史上初の投手三冠のタイトルと、セ・リーグの投手としては2004年の川上憲伸以来6年ぶりとなる沢村賞を初受賞した。0.98とただ一人1.00を切ったWHIPと投球回215回2/3は12球団トップの記録となった。前田自身は飛躍へのターニングポイントとして、4月8日の対ヤクルト戦の3回裏に田中浩康を見逃し三振に打ち取った一球を挙げている。
2011年は2年連続で開幕投手を務めたが、チームが初回に得点しながら、マット・マートンに先頭打者本塁打を打たれるなど6回5失点という内容で敗戦投手となった。他球団からの研究が進んだことや近年の勤続疲労からか前半戦は不安定な投球が目立ったが、その後は徐々に調子を取り戻し、投球回数は自己最高の216回を記録し、2年連続となる最多奪三振のタイトル（192個）を獲得した。シーズン最終登板となった10月25日の対ヤクルト戦（明治神宮野球場）では9回一死までノーヒットノーランを続けていたが、一死から藤本敦士に初安打を許すと、畠山和洋の二ゴロで1-1の同点とされ、さらに続く福地寿樹にサヨナラ打を打たれて敗戦投手となった。
2012年4月6日のDeNA戦（横浜スタジアム）で打者29人に対し122球2四球6奪三振に抑え、ノーヒットノーランを達成した。日本プロ野球でのノーヒットノーランは2006年の山本昌以来6年ぶり74人目（85回目）、セ・リーグ35人目（38度目）の快挙であった。また、広島の投手としては1999年の佐々岡真司以来13年ぶりの快挙達成となった。オールスターゲームにファン投票選出され第2戦（松山中央公園野球場）で先発して3回を1安打無失点に抑え勝利投手となり初のMVPを受賞。投手のMVP受賞は2004年第1戦の松坂大輔以来8年ぶり、広島の投手では1980年第3戦の江夏豊以来32年ぶりであった。9月8日の横浜戦（マツダスタジアム）で完封勝利。またシーズン最終戦となった横浜戦（横浜スタジアム）では9回を1失点完投で14勝目を挙げた。最終的にこの年は自己最高の防御率1.53を記録し、1955年の長谷川良平を抜く、球団史上最高の防御率を樹立し、自身二度目の最優秀防御率のタイトルを獲得した。オフの12月4日に、第3回ワールド・ベースボール・クラシック(WBC)の日本代表候補選手34名に選出された。
2013年2月20日に第3回WBC日本代表選手28人に選出された。背番号は「20」。田中将大とともにダブルエースとして期待されたものの、例年のシーズンオフよりも早く調整しなければならないため、大会前は右肩のケガなどで不調に陥り心配されたが、大会が始まると中国、オランダ、プエルトリコを相手に3試合に先発登板。合計15回を投げ2勝1敗、防御率0.60、18奪三振の成績で大会公式ベストナインに選出された。東京スポーツによると、その制球力の高さから米メディアではグレッグ・マダックスをもじって「マエダックス」とも称された。
ペナントレースではWBCの影響もあり、開幕投手はブライアン・バリントンが務めたものの、開幕から好調を維持し、一時は防御率0.30という驚異的な成績であったが、先発予定だった4月20日の巨人戦の試合開始前に右上腕三頭筋筋膜炎で登板を回避。翌21日に登録を抹消。その後の交流戦までの間、右脇腹の違和感なども加わり登録抹消と復帰を繰り返し、5回を投げきれずに負傷降板することも重なって防御率も2点台後半にまで落ち込んだ。交流戦が終わってリーグが再開し、自らヒットを放った6月23日のヤクルト戦（マツダスタジアム）では堂林翔太の逆転サヨナラ本塁打で敗戦投手を逃れると、6月30日の阪神戦（阪神甲子園球場）ではプロ入り後初のノーワインドアップで投球し9回無四球9奪三振で通算9度目の完封勝利（無四球での完封は4年ぶり3度目）。自身35日ぶりの勝利となった。広島平和記念日である8月6日、本拠地での阪神戦に中5日で先発し7回111球無失点6奪三振の力投をみせ、9回裏の丸佳浩の犠牲フライによる1-0の劇的なサヨナラ勝利を演出した。広島が8月6日に本拠地で勝利するのは55年ぶりであった。8月は4試合に登板しわずか1失点で月間防御率は0.30という好成績を残した。チーム初のクライマックスシリーズでは、ファーストステージ第1戦の阪神戦に登板し7回1失点の好投で勝利投手となったが、セカンドステージ第2戦の巨人戦では寺内崇幸に痛恨の3点本塁打を喫して3失点で敗戦投手となった。オフの契約更改では年俸2億8000万円の単年契約でサインし、将来的なメジャー挑戦志向があることを明らかにした。
2014年は通算4回目の開幕投手を任される。開幕から4月までの防御率が1.36と快調なスタートを切ったが、8月は防御率4.65と調子を崩した。9、10月は6試合に登板して防御率2.20、WHIP0.96、クオリティ・スタート5回と一気に持ち直した。しかし、その間の援護率が僅か2.15と打線の援護に恵まれず、1勝しか挙げられなかった。シーズン防御率は2.60と悪い数字ではなかったが、11勝9敗でレギュラーシーズンを終えた。10月11日の阪神タイガースとのクライマックスシリーズファーストステージ第1戦は、福留孝介のソロ本塁打のみの6回1失点と好投を見せるが打線が沈黙、敗戦投手となった。翌日の試合でチームは引き分け、ファーストステージ敗退となった。オフの10月9日に日米野球2014の日本代表に選出された。12月24日に年俸3億円で契約を更改し、セ・リーグの投手では最年少での3億円到達となった。
2015年はマツダスタジアム移転後初のシーズン開幕戦となった3月27日のヤクルト戦で通算5回目の開幕投手を任され、7回2失点と好投したが打線の援護がなく、その後チームが同点に追いついたため前田自身に勝敗はつかなかったが、延長戦の末敗れ、13年ぶりの本拠地開幕戦を勝利で飾れなかった。6月19日の横浜DeNA戦（横浜スタジアム）で1失点完投勝利を収め、球団の通算4000勝達成に貢献した。8月27日の阪神戦（マツダスタジアム）で8回無失点の好投で6年連続2桁勝利となる10勝目を挙げた。なお6年連続2桁勝利を挙げたのは2011年の日本ハムのダルビッシュ有以来となる。10月2日の中日戦（マツダスタジアム）では3回裏に自身プロ入り2本目の2点本塁打を放つと、これが決勝点となり7回1失点で15勝目を挙げた。最終的には15勝8敗、175奪三振、5完投、防御率2.09、206.1投球回、29登板、勝率.652と、沢村賞選考基準の15勝、150奪三振、10完投、防御率2.50、200投球回、25登板、勝率6割の7項目のうち、完投数を除く6項目をクリアし、10月26日に自身2度目、セ・リーグの投手では2010年の自身以来5年ぶりの沢村賞に選ばれた。

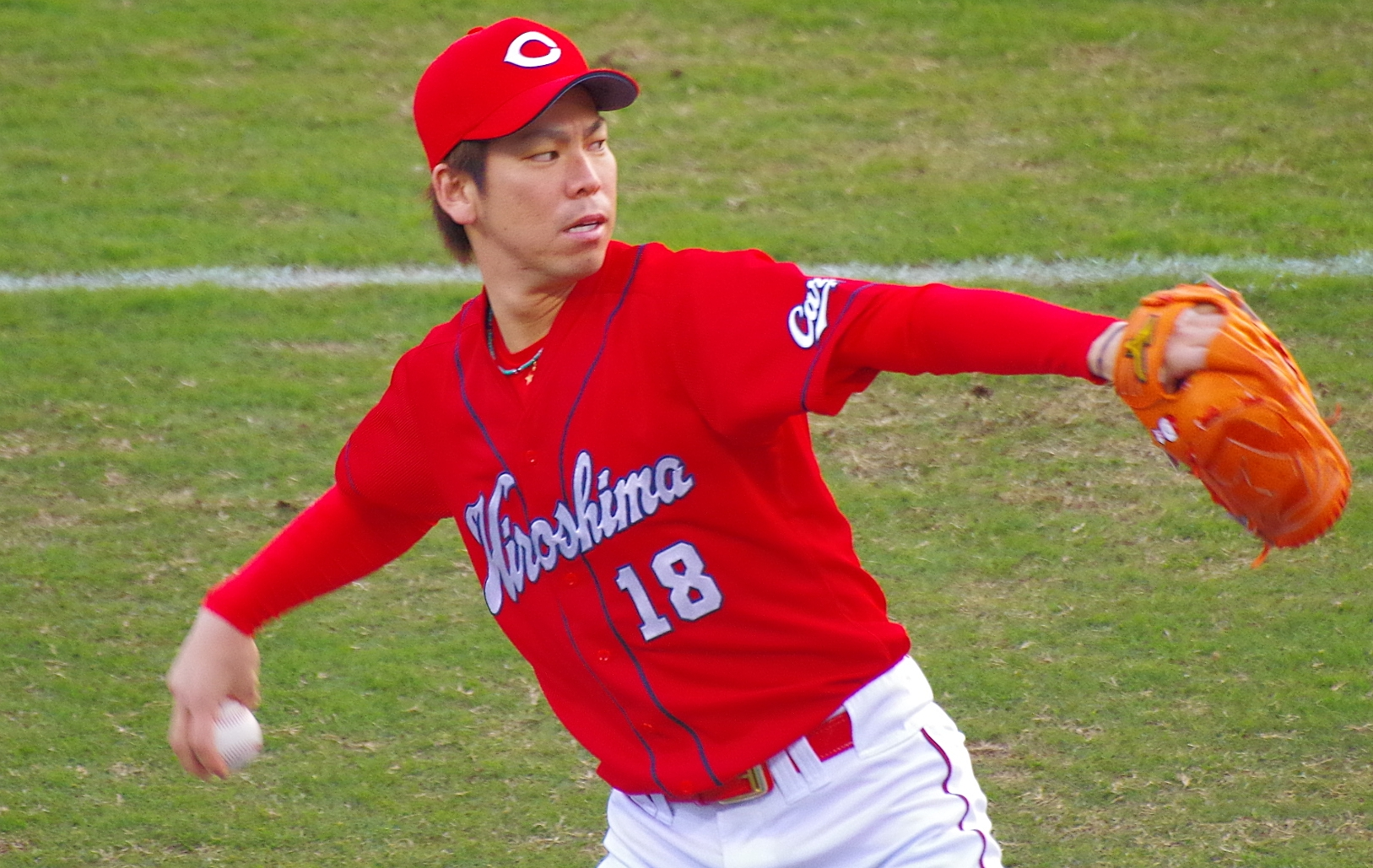
広島時代（2015年4月15日、松山中央公園野球場にて）

また、7月16日に第1回WBSCプレミア12の日本代表第1次候補選手に選出され、9月10日に日本代表候補選手に選出され、10月9日に最終ロースター28名に選出された。
オフにポスティングシステムを利用してのMLB挑戦意思を球団に伝え、12月4日に譲渡金設定2000万ドルでポスティングが球団より容認された。

### ドジャース時代
2016年1月7日（日本時間8日）にロサンゼルス・ドジャースとの契約が発表された。背番号は広島時代と同じ「18」。契約前の身体検査で右肘等の不安が発覚したため、2023年までの8年契約で、基本給が低い一方で多額の出来高が盛り込まれ、且つ長期契約ながらオプトアウト条項（特定年度に選手側が契約破棄を選択してFAとなれる権利）がなく、トレード拒否権もないことが話題となった。各年の基本給および出来高などの内訳は以下のとおり。

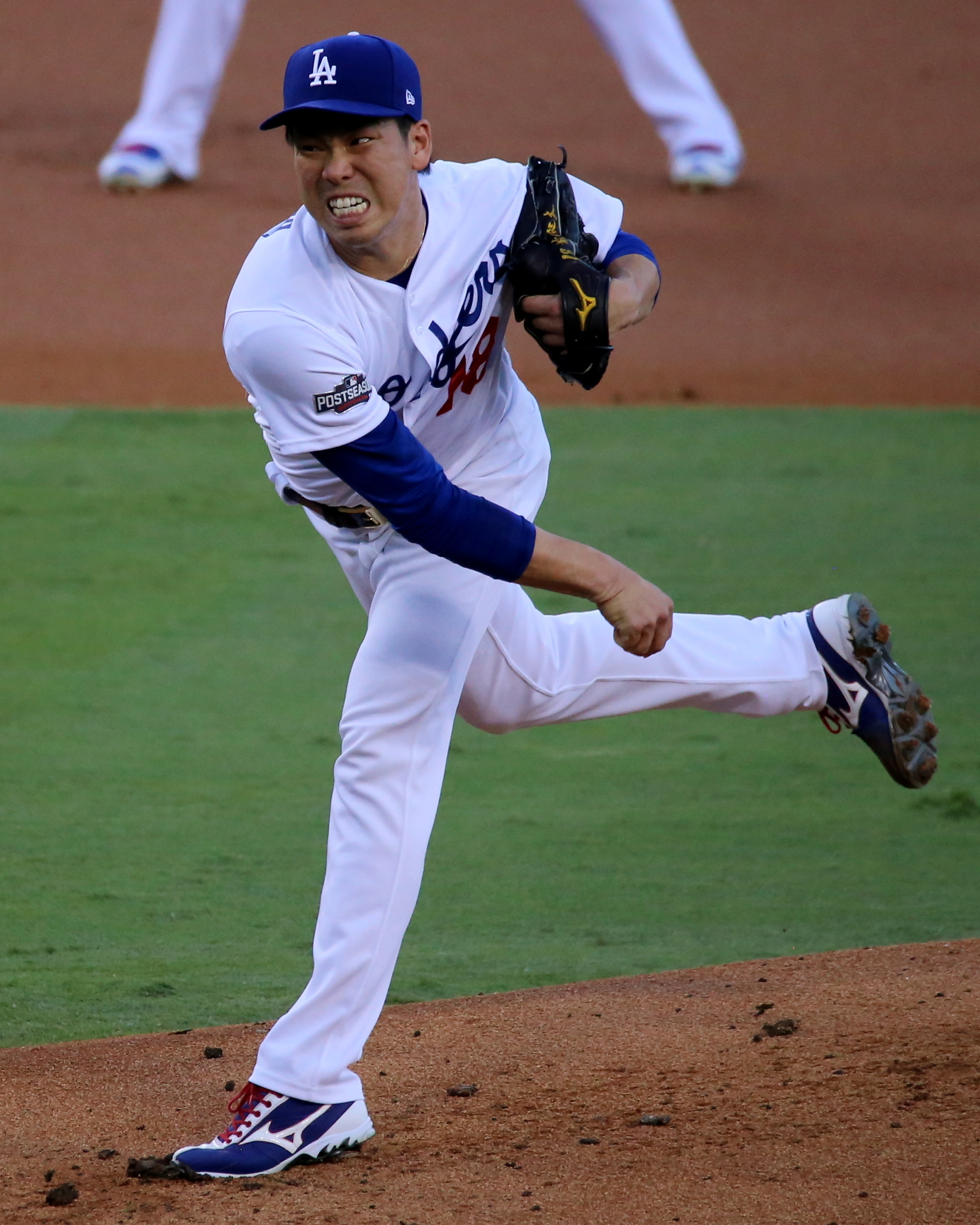
2016年10月20日、ドジャー・スタジアムにて

- 基本給：300万ドル（契約ボーナス100万ドルを加え、8年総額2500万ドル）
- 出来高：全て達成で1015万ドル
  - シーズン開幕ロースター入りで+15万ドル
  - 15/20試合先発でそれぞれ+100万ドル、25/30/32試合先発でそれぞれ+150万ドル（最高650万ドル）
  - 90/100/110/120/130/140/150/160/170/180/190投球イニング到達でそれぞれ+25万ドル、200投球イニング到達で+75万ドル（最高350万ドル）
- その他：トレード成立毎に100万ドル

開幕戦から3試合目となった4月6日の敵地ペトコ・パークでのサンディエゴ・パドレス戦でMLB初登板・初先発を果たし、6回を5安打無四球4奪三振で無失点に抑えMLB初勝利を挙げた。4回の第二打席では左翼席にMLB初安打となるソロ本塁打を放った。デビューから2試合を無失点で抑えたが、3試合目となった4月17日のサンフランシスコ・ジャイアンツ戦の3回裏にジョー・パニックからソロ本塁打を打たれ、デビューからの連続無失点記録は14.2回で途切れた。5月11日の対ニューヨーク・メッツ戦で相手投手のノア・シンダーガードに2打席連続本塁打を打たれる。1試合で相手投手に2本塁打を打たれたのは球団史上77年ぶりで、同一投手に2本塁打を打たれたのは球団史上初。7月6日のボルチモア・オリオールズ戦では同点で迎えた8回一死から四球で出塁したA.J.エリスに代わりNPB/MLB通じて自身初の代走として出場し、チェイス・アトリーの二塁打の間に一塁から三塁まで快走を見せたが、その後は味方打線が倒れ生還できず得点は記録できなかった。オールスター前最後の登板となった7月10日のパドレス戦で7回1失点、MLB自己最多の13奪三振を記録。前半戦を18登板103回2/3、8勝6敗、防御率2.95で折り返した。7月21日のワシントン・ナショナルズ戦の9回に自身初の代打として起用され空振り三振。日本人投手がMLBで代打として起用されるのは2009年の川上憲伸以来2人目。7月31日のアリゾナ・ダイヤモンドバックス戦で7回に自身2度目の代走として出場し、コーリー・シーガーの本塁打でホームを踏み、代走としての自身初得点を記録。8月4日のコロラド・ロッキーズ戦（クアーズフィールド）で、日本人投手7人目となるMLB1年目での2桁勝利を達成。最終的にリーグ5位タイとなる16勝を記録する。日本人投手のルーキーイヤーとしては、ダルビッシュと並ぶ歴代1位タイとなる。ベースボール・アメリカ誌が選出するMLBの新人ベストナインを選ぶ「オール・ルーキー・チーム」に選出された。
チームは4年連続のナ・リーグ西地区優勝を果たし、迎えたワシントン・ナショナルズとのディビジョンシリーズでは第3戦に先発するも、3回4失点で敗戦投手となった。チームはリーグチャンピオンシップシリーズへの進出を果たし、シカゴ・カブスとのリーグチャンピオンシップシリーズでは第1戦と第5戦に先発するも、第1戦では4回3失点、第5戦では3回2/3で1失点といずれの試合も5回を持たずに降板となり、自身に勝敗はつかなかった。結果的にポストシーズンでは3試合合計で10回2/3で0勝1敗、防御率6.75の成績に終わり、先発としての役割を果たすことはできなかった。チームは2勝4敗でリーグチャンピオンシップシリーズ敗退に終わった。シーズンオフのルーキー・オブ・ザ・イヤーの投票ではチームメイトのコーリー・シーガー、ナショナルズのトレイ・ターナーに次ぐ3位にランクインした。
2017年5月10日のピッツバーグ・パイレーツ戦で3勝目を挙げた翌11日に左太もも裏の張りを訴え10日間の故障者リスト入りとなったが、5月25日に復帰した。開幕から試合序盤での失点と早期降板を繰り返し、10試合に先発して投球イニングが52回1/3という不振に陥っていたことから、6月9日のシンシナティ・レッズ戦の6回からMLBで初のリリーフ登板。広島時代の2008年5月16日巨人戦(東京ドーム)以来の救援で、4回無四球6奪三振で1失点に抑え、自身プロ入り初セーブを記録した。この試合を含めて2度の中継ぎ登板を経験したが、ドジャース先発陣の怪我が相次いだことから先発に復帰。8月10日のアトランタ・ブレーブス戦で7回を投げ2安打1四球6奪三振で無失点に抑え、シーズン10勝目を挙げた。日本人投手のMLBでの2年連続2桁勝利は史上9人目、MLB移籍1年目からの2年連続2桁勝利は史上5人目。6回裏にはフレディ・フリーマンから空振り三振を奪い、NPB/MLB通算1500奪三振を達成。9月に入るとポストシーズンでは中継ぎに回ることが監督のデーブ・ロバーツによって明言され、9月25日の登板からは中継ぎに再転向した。シーズンを通しては29試合の登板、25試合の先発登板で2年連続の2桁勝利となる13勝を挙げたが、イニング数は昨シーズンより40イニングス以上少ない134回1/3に留まり、規定投球回到達を逃した。また防御率も昨シーズンより1点近く悪化して4.22だった。

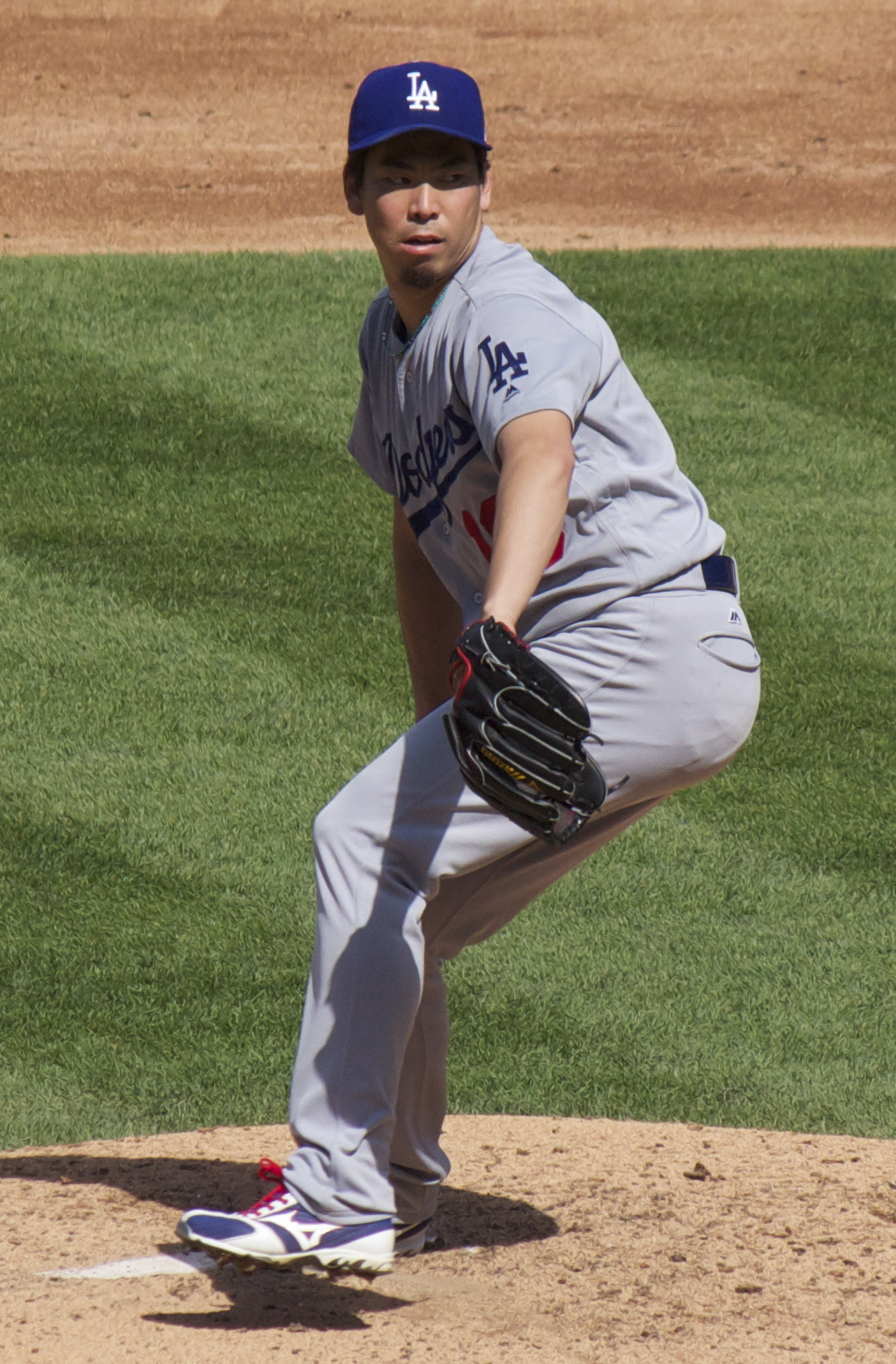
ロサンゼルス・ドジャース時代
（2017年9月21日）

10月7日、プレーオフ地区シリーズ第2戦のダイヤモンド・バックス戦で3番手としてプレーオフ初救援登板すると、5回一死から6回一死まで打者3人を9球で無安打無失点2奪三振に抑える好投で勝利投手となった。同9日の第3戦でも2点リードの8回にダルビッシュらの後を受け4番手でセットアッパーとしてマウンドへ上がると、1回を12球2奪三振で三者凡退に仕留め、ドジャースは地区シリーズを突破しリーグ優勝決定戦進出を決めた。前年に続いてシカゴ・カブスとの顔合わせとなったリーグ優勝決定戦では第1戦で2対2の同点で迎えた6回一死から3番手として登板すると、7回一死までを打者3人5球で無失点に抑え、チームは6回にクリス・テイラーのソロ本塁打で勝ち越しに成功するとそのまま逃げ切り、勝利投手となった。第4戦では2点ビハインドの7回から4番手として登板し、1回を10球で三者凡退に仕留めると、ドジャースが3勝1敗とリーグ優勝、ワールドシリーズ進出に王手をかけて迎えた第5戦では8点リードの7回に、クレイトン・カーショウの後を受け2番手として登板、1回を10球で三者凡退に仕留め、ドジャースは11対1で勝利し、1988年以来29年ぶりのリーグ優勝、ワールドシリーズへの進出を決めた。
ヒューストン・アストロズとのワールドシリーズでも中継ぎとして4試合に登板。第5戦では3点リードの5回二死一・二塁の場面から登板し、ホセ・アルトゥーベに同点3ランを許したものの、それ以外の3試合はすべて無失点に抑え、第6戦では1点リードの7回無死一塁から登板し、1回を1安打無失点の内容で1ホールドを挙げた。前田自身はポストシーズンで計9試合に登板し、10回2/3を投げ5安打10奪三振2四球1失点の活躍。ワールドシリーズ第2戦で初安打を打たれるまで打者18人に対し1人の走者も許さず、さらに同第5戦で失点するまで7試合連続無失点を記録した。救援として奮闘したが、チームは3勝4敗でワールドシリーズ敗退に終わった。
2018年シーズンは20試合に先発、19試合に救援として登板し、8勝10敗、防御率3.81だった。ドジャースは2年連続でワールドシリーズに進出し、1916年以来102年ぶりにワールドシリーズでボストン・レッドソックスと対戦。第2戦の7回に4番手として2/3回を投げ無失点に抑え、日本人投手初の2年連続ワールドシリーズ登板を果たした。第3戦では延長15回に登板して2回1安打無失点1四球5奪三振と好投。この第3戦はワールドシリーズ最長となる延長18回試合時間7時間20分に及んだがドジャースがサヨナラ勝ちを収めて対戦成績を1勝2敗とした。第5戦では出場機会がなくレッドソックスに1対5で敗れ、1勝4敗で2年連続のワールドシリーズ敗退となった。この年に行われた日米野球では11月13日の第4戦でMLBオールスターズの先発として広島時代の本拠地であるマツダスタジアムにて凱旋登板し、2回を1安打2奪三振無失点の好投を見せた（試合結果はMLB選抜3-5日本）。

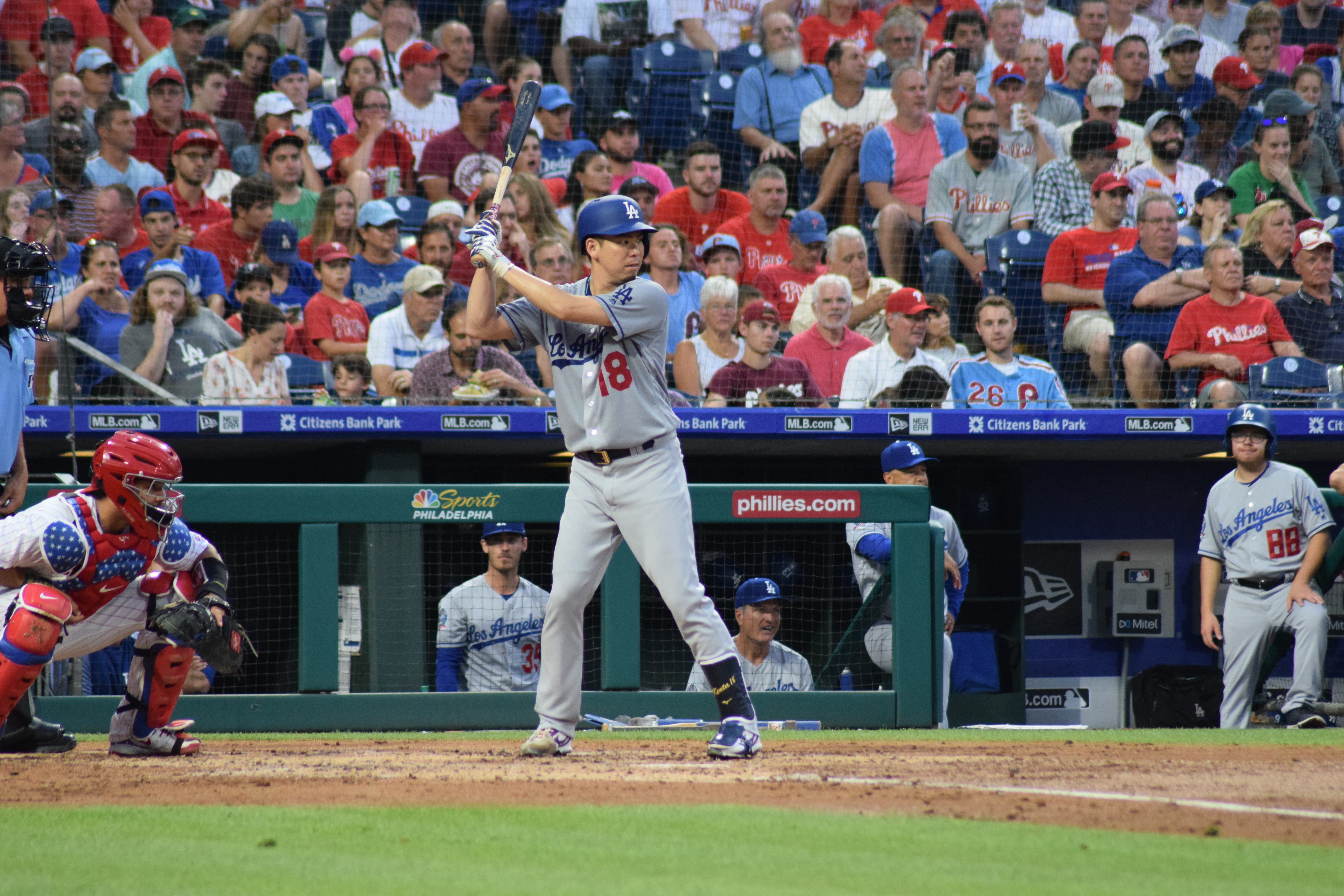
2018年7月24日

2019年は2年ぶりに2桁勝利を達成。シーズンオフ、開幕が近づいてきた2020年2月4日、ドジャース、ボストン・レッドソックス、ミネソタ・ツインズの3球団間の三角トレードで、前田はツインズへ移籍と報じられたが、ツインズからドジャースを経てレッドソックスへ移籍する予定であったブルスダー・グラテロルのメディカルチェックで問題が見つかる。同月8日、代わりの選手の折り合いが付かず前述の三角トレードからツインズが撤退することが発表され、前田のツインズ移籍はこの時点では破談となった。

### ツインズ時代
2020年2月10日、トレードでツインズに移籍した。ツインズの日本人選手は西岡剛以来2人目となる。背番号はドジャース時代と同じ「18」。このトレードでドジャースは選手2人（前述のグラテロルとルーク・レイリー）とドラフト全体67位の指名権を獲得した。
8月18日の対ミルウォーキー・ブルワーズ戦に先発登板すると3回一死から5回まで、球団新記録となる8者連続奪三振を記録。この試合では9回の先頭打者に中前打を許すまで、ノーヒットピッチを披露していたが、交代したテイラー・ロジャースが打ち込まれ同点に追いつかれたため、勝利投手を逃している。9月23日の対デトロイト・タイガース戦で勝利投手になりNPB/MLB通算150勝を達成した。最終的には11試合に登板し、6勝1敗で防御率2.70、WHIPではMLB全体1位となる0.75という好成績だった。WHIP0.75はMLBシーズン記録としては歴代2位である。チームはアメリカンリーグ中地区で地区優勝を果たし、ポストシーズンに進出した。ポストシーズンでは、ヒューストン・アストロズとのワイルドカードシリーズ第1戦に先発し、5回無失点の好投をみせたが、後続の投手が打たれチームは敗戦。翌日の試合も敗れ、シリーズ敗退となった。オフの12月9日に自身初めてオールMLBチームのセカンドチーム先発投手の1人に選出され、ファーストチームに選出されたダルビッシュ有と共に日本人選手初の選出となった。またサイ・ヤング賞投票では2位にランクインした。
2021年4月1日のブルワーズとの開幕戦でMLB移籍後初となる開幕投手を務めた。8月21日のニューヨーク・ヤンキース戦で右前腕の張りを訴え負傷降板した。8月27日に肘の手術を受けることが決定し、同年中の復帰は絶望となった。9月1日にテキサス州ダラスの病院でトミー・ジョン手術を受けた。
2022年はリハビリのため全休した。
2023年4月4日のマイアミ・マーリンズ戦（ローンデポ・パーク）で、実に591日ぶりとなる公式戦復帰登板を果たす。先発で5回0/3を投げ、被安打3、9奪三振、1失点と手術からの復帰をアピールする投球内容だったが、打線の援護に恵まれず、チームは完封負けを喫し、敗戦投手となった。4月は0勝4敗で防御率9.00という成績に終わり、4月27日に右上腕三頭筋の張りで負傷者リスト入りした。ILから復帰後初登板となった6月23日のタイガース戦で2021年シーズン以来となる678日ぶりの白星を挙げると、その後は復調し、9月には自身3連勝を達成した。
このシーズンは6勝8敗の成績で、チームは地区優勝を果たした。オフの11月3日にドジャース時代に結んだ8年契約が満了となりFAとなった。

### タイガース時代
2023年11月28日にデトロイト・タイガースと2年総額2400万ドルの契約を結んだと発表された。
2024年3月30日、敵地シカゴでのホワイトソックス戦に同年初登板初先発するも、3本の本塁打を打たれるなど3回1/3を7安打6失点と乱れ、移籍後初勝利とはならなかった。5月1日、本拠地デトロイトで行われたカージナルス戦に先発登板し、6回4安打1失点のクオリティ・スタートで移籍後初勝利を同年6度目の登板で挙げた。また当日は今永昇太、山本由伸も先発で勝利投手になり史上初の日本先発投手が同日3勝を達成。なお全員が背番号18。5月11日、ウイルス性疾患のため15日間の負傷者リスト（IL）入り。5月24日、復帰登板で5回無失点とし、同年2勝目を挙げた。6月5日、レンジャーズ戦に先発も2球目を投球後に顔をしかめ、右脇腹を気にするそぶりを見せると、ベンチからはヒンチ監督、スタッフなどがマウンドへと向かった。前田は監督らの見守る前で2球の投球練習を行い、首を縦に振って「行ける」のサインを示したが、監督は大事を取っての交代を決断。1度は拒否したが、説得されてわずか2球で降板した。6月16日、アストロズ戦に先発。初回、二死一塁で5番・シングルトンの強烈なライナーが前田の右膝外側付近を直撃。一塁ベンチ方向に転がったボールを必死に追いかけて一塁へ送球してアウトにしたが、その後は痛みで顔をゆがめてグラウンドに痛めた右膝をついた。トレーナーに伴われてベンチに下がったが、降板はせず続投も5回を1本塁打を含む5安打4失点、1三振、2四球で降板し、同年3敗目を喫した。6月28日、エンゼルス戦に先発で、6回に一死からウォードのライナーが腹部を直撃し、一塁方向へ転がった打球に反応してベースカバーに走ったが、プレーが切れると一塁ベース付近でうずくまった。ベンチからトレーナーが駆け寄ってくるも、一度は自らの足でマウンドに戻ったが、その後ベンチに下がり、そのまま降板となった。7月9日、ガーディアンズ戦に先発し、2回二死から9番ヘッジズを見逃し三振に打ち取ってメジャー通算1000三振に到達した。
2025年シーズンは先発ローテション入りはできず、中継ぎとして7試合に登板したが投球回8、自責点7、防御率7.88に終わり、5月1日にDFAとなった。5月7日にタイガースから自由契約となったことが発表された。

### カブス傘下時代
2025年5月16日、シカゴ・カブスとマイナー契約を結んだことを自身のInstagramで発表。同日中にAAA級のアイオワ・カブスに所属された。8月2日にFAとなった。

### ヤンキース傘下時代
2025年8月4日、ニューヨーク・ヤンキースとマイナー契約を結び、AAA級スクラントン・ウィルクスバリ・レイルライダースに配属された。

## 選手としての特徴
| 球種         | 配分 | 平均球速 | 平均球速 |
| 球種         | %    | mph      | km/h     |
| ------------ | ---- | -------- | -------- |
| スライダー   | 38.7 | 82.9     | 133.4    |
| スプリット   | 29.3 | 84.5     | 136      |
| フォーシーム | 18.7 | 91.6     | 147.4    |
| ツーシーム   | 7.1  | 90.8     | 146.1    |
| カーブ       | 3.4  | 78.5     | 126.3    |
| カットボール | 2.7  | 87.2     | 140.3    |

ワインドアップのスリークォーターから平均91.3mph（約146.9km/h）・最速96mph（約154km/h）の速球（フォーシーム・ツーシーム）、82-83mphの数種類のスライダー、74-75mphの落差のあるカーブ、83-84mphのチェンジアップを投げ分ける。プロ入り当初のスライダーは直球と球速差があり、変化も大きかったが、1年目のオフに佐々岡真司から握りを伝授されると、小さな変化で130km/h前後を記録するようになり、変化の大小や緩急、縦横の軌道を使い分けることができるようになったという。NPBでの通算与四球率1.90と抜群の制球力も武器とする。
ロサンゼルス・ドジャースでは、チーム状況から主にポストシーズンにおいてリリーフとして起用されるようになった。リリーフでは先発時に比べてファストボールの平均球速は約3mph(5km/h)上がり、変化球のキレも増して結果を残したことで適性があると称賛されたが、本人は複雑な思いを吐露している。またピッチング以外でも評価され、代打や代走でも起用されている。
高校時代よりエースとして頭角をあらわす。高校の先輩に当たる桑田真澄と似通っており、「桑田二世」と呼ばれる。
2016年から2020年のMLB通算で、右打者へのxFIPが2.95であるのに対し、左打者へのxFIPは4.45と相対的に値が悪い。また、打者1巡目と2巡目のxFIPがそれぞれ3.61, 3.42であるのに対し、3巡目は4.53と相対的に悪く、課題とされている。同期間のクオリティ・スタート率は27%となっている。

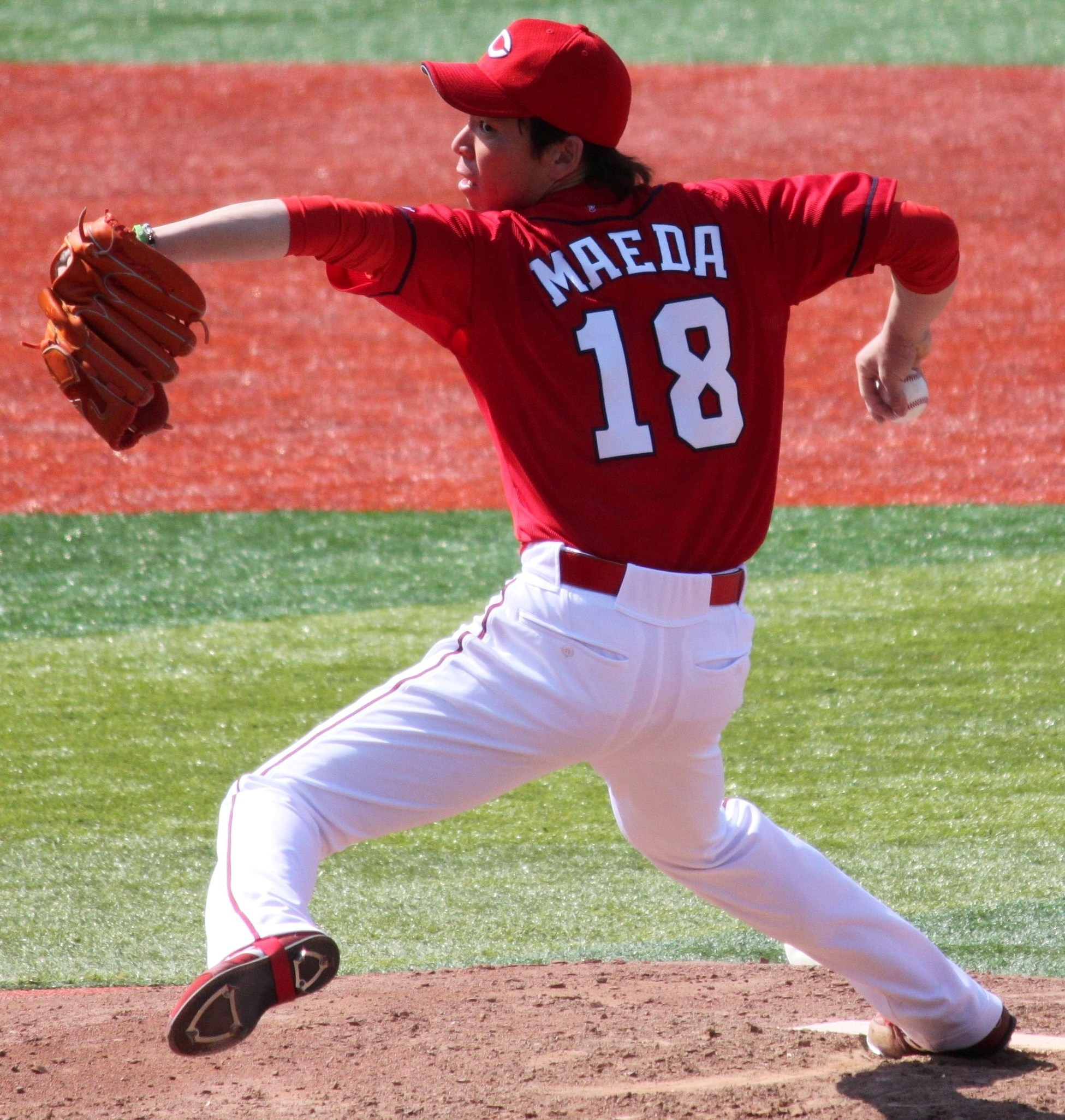
広島時代の投球フォーム（2011年4月19日、横浜スタジアムにて）

2010年に飛躍を遂げてからは山田久志や与田剛から「今、セントラル・リーグでエースと呼べるのはマエケンしかいない」と評されていた。また、フィールディングにも優れ、広島時代には5度のゴールデングラブ賞を受賞しており、特にバント処理に定評がある。打撃面では本塁打を通算で3本記録しており、広島時代に2本、ドジャース時代に1本放っている。
投げ込みはあまり好きではないといい、本人は「投げ込みたいという人もいるし、それぞれの意見もあると思うが、自分の場合は投げない方がシーズンにうまく入れる。特に投げ込まなくても肩のスタミナには自信があるし、オフで1、2か月空いたくらいでフォームを忘れるとか、何百球を投げないと思いだせないような、やわなフォームはしていない。調整する方が大事だと思うから投げ込む必要はないと思っている」と語っている。

### マエケン体操
試合の合間やウォーミングアップで、「マエケン体操（マエケンダンス）」と呼ばれている独特のウォームアップ体操を行う。この体操は前屈気味の状態でクロールのような腕回転を高速で十数回まわし、締めに手を前で合わせつつ肘を背中側に激しく突き上げる動きを5回行う。この運動を行った後にキャッチボールなどのウォームアップを行う。この体操はPL学園時代（2004年から2006年）に阪堺病院でトレーニングを担当していた荒木和樹（元千葉ロッテマリーンズ理学療法士）から教わったもので、肩甲骨をほぐし投げるためのシグナルを送るために行う準備運動だという。この体操はもともと手塚一志（上達屋代表・パフォーマンスコーディネーター）が1995年に考案した「サークル・スクラッチ」というもので、『スポーツトレーニングが変わる本』（1996年 宝島社発行）で公表され、当時手塚が製作を手がけたビデオ映像やセミナー等を介して多くの野球チームやトレーナーが採用していた。なお、荒木が前田に指導したのは手塚が最初に公表した初期型のもの。2006年に改良がなされ、現在では肩甲骨だけでなく骨盤との連動性を重視した新型が広まっている。

## 人物
愛称は「マエケン」。非常に負けず嫌いな性格で、広島のトレーナーには「マエケンより『マケヘン』の方が合っている」と評された。同学年の田中将大が、東北楽天ゴールデンイーグルス所属時に先に一軍で活躍していることに悔しい思いをしていたが、一方で刺激にもなったという。広島時代は同じチームに同姓の生え抜き選手である前田智徳が在籍しており、健太のことを「前田」と呼ぶことは少なかった。また、スコアボード表記は一貫して「前田健」となっていた（智徳は「前田」表記）。
苦手な打者として坂本勇人を挙げているが、ともに関西出身ということもありプライベートでは交流が深い。
2012年1月1日に東海テレビ放送出身のフリーアナウンサー・成嶋早穂と入籍し、同年12月9日に結婚披露宴を行なった。2013年9月に第一子となる女児が誕生した。
尊敬している選手は、ダルビッシュ有と公言している。2011年シーズンが本人並びに周囲の期待に反して不本意な成績で終わったことについて、両足の太ももの裏や内転筋の故障を抱えてそれをチームメイト他周囲に隠しながら登板していたが、それをただ一人ダルビッシュに気づかれたことを明かした。ダルビッシュと会うまではウエイトトレーニングに対してそんなに大事じゃないと思っていたといい、また試合中に飲むサプリメントについての知識やこだわりもなかったというが、「そうしたものが何故必要か、いかに大切かをダルビッシュさんに教えていただいた」といい、「同じメジャーにいる今は、身を持って理解できるようになりました」と述べている。2010年5月のセ・パ交流戦の対日本ハム戦で対戦した際、「打席ですべての球種を見たい」と望んでいた前田に対し、ダルビッシュは前田の打席の際に持ち球のほとんどを投球した。
2013年、バラエティ番組『ほこ×たて』（フジテレビ）の対決企画「プロ野球界最強の奪三振王VS世界一の少年野球チーム」に「プロ野球界最強の奪三振王」として出演し、「世界一の少年野球チーム」東京北砂リーグと対戦。40球で7人から三振を奪えば勝利という条件での対決だったが、6奪三振に終わり敗北している。前田が三振を奪えなかった選手の中に、現在北海道日本ハムファイターズに在籍する清宮幸太郎がいる。
シーズンオフにはアメトーーク!の人気コーナー「絵心ない芸人」に出演し、その独特の画風を披露しており、ファンから「マエケン画伯」とも呼ばれており、過去にはそれに関連するグッズも販売した。広島在籍時から毎年出演しており、ドジャース、ツインズに移籍後も毎年欠かさず出演している。なお、前田の描く絵は過去にこの番組以外にも報道ステーション出演時に披露した他、自身のYouTubeチャンネルでも披露している。マエケン画伯協力グッズを元日本ハムファイターズのダース・ローマシュとスポーツ庁スポーツキャリアサポートコンソーシアム推進委員をしている吉浦剛史らが販売し収益を大阪府に寄付したことで大阪府知事の吉村洋文から感謝状が届いた。

## 詳細情報

### 年度別投手成績
| 年 度    | 球 団    | 登 板 | 先 発 | 完 投 | 完 封 | 無 四 球 | 勝 利 | 敗 戦 | セ 丨 ブ | ホ 丨 ル ド | 勝 率 | 打 者 | 投 球 回 | 被 安 打 | 被 本 塁 打 | 与 四 球 | 敬 遠 | 与 死 球 | 奪 三 振 | 暴 投 | ボ 丨 ク | 失 点 | 自 責 点 | 防 御 率 | W H I P |
| -------- | -------- | ----- | ----- | ----- | ----- | -------- | ----- | ----- | -------- | ----------- | ----- | ----- | -------- | -------- | ----------- | -------- | ----- | -------- | -------- | ----- | -------- | ----- | -------- | -------- | ------- |
| 2008     | 広島     | 19    | 18    | 1     | 1     | 1        | 9     | 2     | 0        | 0           | .818  | 462   | 109.2    | 103      | 10          | 35       | 1     | 3        | 55       | 0     | 1        | 43    | 39       | 3.20     | 1.26    |
| 2009     | 広島     | 29    | 29    | 3     | 1     | 1        | 8     | 14    | 0        | 0           | .364  | 795   | 193.0    | 194      | 22          | 29       | 1     | 3        | 147      | 2     | 0        | 82    | 72       | 3.36     | 1.16    |
| 2010     | 広島     | 28    | 28    | 6     | 2     | 1        | 15    | 8     | 0        | 0           | .652  | 848   | 215.2    | 166      | 15          | 46       | 3     | 7        | 174      | 2     | 0        | 55    | 53       | 2.21     | 0.98    |
| 2011     | 広島     | 31    | 31    | 4     | 2     | 0        | 10    | 12    | 0        | 0           | .455  | 864   | 216.0    | 178      | 14          | 43       | 0     | 6        | 192      | 4     | 0        | 61    | 59       | 2.46     | 1.02    |
| 2012     | 広島     | 29    | 29    | 5     | 2     | 0        | 14    | 7     | 0        | 0           | .667  | 820   | 206.1    | 161      | 6           | 44       | 1     | 9        | 171      | 2     | 0        | 46    | 35       | 1.53     | 0.99    |
| 2013     | 広島     | 26    | 26    | 3     | 1     | 1        | 15    | 7     | 0        | 0           | .682  | 690   | 175.2    | 129      | 13          | 40       | 1     | 2        | 158      | 1     | 0        | 46    | 41       | 2.10     | 0.96    |
| 2014     | 広島     | 27    | 27    | 1     | 1     | 0        | 11    | 9     | 0        | 0           | .550  | 746   | 187.0    | 164      | 12          | 41       | 1     | 2        | 161      | 4     | 1        | 61    | 54       | 2.60     | 1.10    |
| 2015     | 広島     | 29    | 29    | 5     | 0     | 0        | 15    | 8     | 0        | 0           | .652  | 821   | 206.1    | 168      | 5           | 41       | 0     | 6        | 175      | 3     | 0        | 49    | 48       | 2.09     | 1.01    |
| 2016     | LAD      | 32    | 32    | 0     | 0     | 0        | 16    | 11    | 0        | 0           | .593  | 716   | 175.2    | 150      | 20          | 50       | 6     | 8        | 179      | 6     | 0        | 72    | 68       | 3.48     | 1.14    |
| 2017     | LAD      | 29    | 25    | 0     | 0     | 0        | 13    | 6     | 1        | 0           | .684  | 557   | 134.1    | 121      | 22          | 34       | 1     | 5        | 140      | 4     | 0        | 68    | 63       | 4.22     | 1.15    |
| 2018     | LAD      | 39    | 20    | 0     | 0     | 0        | 8     | 10    | 2        | 5           | .444  | 532   | 125.1    | 115      | 13          | 43       | 4     | 5        | 153      | 2     | 2        | 58    | 53       | 3.81     | 1.26    |
| 2019     | LAD      | 37    | 26    | 0     | 0     | 0        | 10    | 8     | 3        | 4           | .556  | 624   | 153.2    | 114      | 22          | 51       | 1     | 4        | 169      | 3     | 0        | 70    | 69       | 4.04     | 1.07    |
| 2020     | MIN      | 11    | 11    | 0     | 0     | 0        | 6     | 1     | 0        | 0           | .857  | 248   | 66.2     | 40       | 9           | 10       | 0     | 0        | 80       | 0     | 0        | 20    | 20       | 2.70     | 0.75    |
| 2021     | MIN      | 21    | 21    | 0     | 0     | 0        | 6     | 5     | 0        | 0           | .545  | 453   | 106.1    | 106      | 16          | 32       | 1     | 7        | 113      | 3     | 0        | 60    | 55       | 4.66     | 1.30    |
| 2023     | MIN      | 21    | 20    | 0     | 0     | 0        | 6     | 8     | 0        | 0           | .429  | 428   | 104.1    | 94       | 17          | 28       | 0     | 3        | 117      | 2     | 0        | 50    | 49       | 4.23     | 1.17    |
| 2024     | DET      | 29    | 17    | 0     | 0     | 0        | 3     | 7     | 0        | 0           | .300  | 485   | 112.1    | 124      | 22          | 31       | 0     | 5        | 96       | 3     | 0        | 80    | 76       | 6.09     | 1.38    |
| NPB：8年 | NPB：8年 | 218   | 217   | 28    | 10    | 4        | 97    | 67    | 0        | 0           | .591  | 6046  | 1509.2   | 1263     | 97          | 319      | 8     | 38       | 1233     | 18    | 2        | 443   | 401      | 2.39     | 1.05    |
| MLB：8年 | MLB：8年 | 219   | 172   | 0     | 0     | 0        | 68    | 56    | 6        | 9           | .548  | 4043  | 978.2    | 864      | 141         | 279      | 13    | 37       | 1047     | 23    | 2        | 478   | 453      | 4.17     | 1.17    |

- 2024年度シーズン終了時
- 各年度の太字はリーグ最高

### WBCでの投手成績
| 年 度 | 代 表 | 登 板 | 先 発 | 勝 利 | 敗 戦 | セ ｜ ブ | 打 者 | 投 球 回 | 被 安 打 | 被 本 塁 打 | 与 四 球 | 敬 遠 | 与 死 球 | 奪 三 振 | 暴 投 | ボ ｜ ク | 失 点 | 自 責 点 | 防 御 率 |
| ----- | ----- | ----- | ----- | ----- | ----- | -------- | ----- | -------- | -------- | ----------- | -------- | ----- | -------- | -------- | ----- | -------- | ----- | -------- | -------- |
| 2013  | 日本  | 3     | 3     | 2     | 1     | 0        | 51    | 15.0     | 6        | 0           | 3        | 0     | 0        | 18       | 0     | 0        | 1     | 1        | 0.60     |

### WBSCプレミア12での投手成績
| 年 度 | 代 表 | 登 板 | 先 発 | 勝 利 | 敗 戦 | セ ｜ ブ | 打 者 | 投 球 回 | 被 安 打 | 被 本 塁 打 | 与 四 球 | 敬 遠 | 与 死 球 | 奪 三 振 | 暴 投 | ボ ｜ ク | 失 点 | 自 責 点 | 防 御 率 |
| ----- | ----- | ----- | ----- | ----- | ----- | -------- | ----- | -------- | -------- | ----------- | -------- | ----- | -------- | -------- | ----- | -------- | ----- | -------- | -------- |
| 2015  | 日本  | 2     | 2     | 1     | 0     | 0        | 45    | 12.0     | 9        | 1           | 1        | 0     | 0        | 14       | 1     | 0        | 2     | 2        | 1.50     |

### MLBポストシーズン投手成績
| 年 度     | 球 団     | シ リ ｜ ズ | 登 板 | 先 発 | 勝 利 | 敗 戦 | セ ｜ ブ | ホ ｜ ル ド | 勝 率 | 打 者 | 投 球 回 | 被 安 打 | 被 本 塁 打 | 与 四 球 | 敬 遠 | 与 死 球 | 奪 三 振 | 暴 投 | ボ ｜ ク | 失 点 | 自 責 点 | 防 御 率 | W H I P |
| --------- | --------- | ----------- | ----- | ----- | ----- | ----- | -------- | ----------- | ----- | ----- | -------- | -------- | ----------- | -------- | ----- | -------- | -------- | ----- | -------- | ----- | -------- | -------- | ------- |
| 2016      | LAD       | NLDS        | 1     | 1     | 0     | 1     | 0        | 0           | .000  | 17    | 3.0      | 5        | 1           | 2        | 0     | 1        | 4        | 0     | 0        | 4     | 4        | 12.00    | 2.33    |
| 2016      | LAD       | NLCS        | 2     | 2     | 0     | 0     | 0        | 0           | .---  | 36    | 7.2      | 7        | 0           | 5        | 0     | 1        | 8        | 0     | 1        | 4     | 4        | 4.70     | 1.57    |
| 2017      | LAD       | NLDS        | 2     | 0     | 1     | 0     | 0        | 1           | 1.000 | 6     | 2.0      | 0        | 0           | 0        | 0     | 0        | 4        | 0     | 0        | 0     | 0        | 0.00     | 0.00    |
| 2017      | LAD       | NLCS        | 3     | 0     | 1     | 0     | 0        | 0           | 1.000 | 9     | 3.0      | 0        | 0           | 0        | 0     | 0        | 3        | 0     | 0        | 0     | 0        | 0.00     | 0.00    |
| 2017      | LAD       | WS          | 4     | 0     | 0     | 0     | 0        | 1           | .---  | 24    | 5.2      | 5        | 1           | 2        | 0     | 0        | 3        | 0     | 0        | 1     | 1        | 1.59     | 1.24    |
| 2018      | LAD       | NLDS        | 1     | 0     | 0     | 0     | 0        | 0           | .---  | 5     | 1.0      | 0        | 0           | 0        | 0     | 0        | 1        | 0     | 0        | 0     | 0        | 0.00     | 2.00    |
| 2018      | LAD       | NLCS        | 4     | 0     | 0     | 0     | 0        | 1           | .---  | 12    | 2.2      | 3        | 0           | 1        | 1     | 0        | 3        | 1     | 0        | 2     | 2        | 6.75     | 1.50    |
| 2018      | LAD       | WS          | 3     | 0     | 0     | 0     | 0        | 0           | .---  | 15    | 3.0      | 4        | 0           | 2        | 1     | 0        | 6        | 0     | 0        | 1     | 1        | 3.00     | 2.00    |
| 2019      | LAD       | NLDS        | 4     | 0     | 0     | 0     | 0        | 1           | .---  | 15    | 4.2      | 1        | 0           | 0        | 0     | 0        | 7        | 0     | 0        | 0     | 0        | 0.00     | 0.21    |
| 2020      | MIN       | ALWC        | 1     | 1     | 0     | 0     | 0        | 0           | .---  | 20    | 5.0      | 2        | 0           | 3        | 0     | 0        | 5        | 0     | 0        | 0     | 0        | 0.00     | 1.00    |
| 2023      | MIN       | ALDS        | 2     | 0     | 0     | 0     | 0        | 0           | .---  | 20    | 4.0      | 6        | 0           | 3        | 0     | 0        | 4        | 1     | 0        | 3     | 3        | 6.75     | 2.25    |
| 出場：6回 | 出場：6回 | 出場：6回   | 27    | 4     | 2     | 1     | 0        | 4           | .667  | 179   | 41.2     | 35       | 2           | 18       | 2     | 2        | 48       | 3     | 0        | 15    | 15       | 3.24     | 1.27    |

- 2024年度シーズン終了時

### 年度別守備成績
| 年 度 | 球 団 | 投手  | 投手  | 投手  | 投手  | 投手  | 投手     |
| 年 度 | 球 団 | 試 合 | 刺 殺 | 補 殺 | 失 策 | 併 殺 | 守 備 率 |
| ----- | ----- | ----- | ----- | ----- | ----- | ----- | -------- |
| 2008  | 広島  | 19    | 9     | 20    | 1     | 3     | .967     |
| 2009  | 広島  | 29    | 15    | 46    | 1     | 6     | .984     |
| 2010  | 広島  | 28    | 12    | 40    | 2     | 2     | .963     |
| 2011  | 広島  | 31    | 11    | 31    | 3     | 0     | .933     |
| 2012  | 広島  | 29    | 9     | 39    | 3     | 2     | .941     |
| 2013  | 広島  | 26    | 13    | 34    | 4     | 3     | .922     |
| 2014  | 広島  | 27    | 9     | 39    | 4     | 4     | .923     |
| 2015  | 広島  | 29    | 17    | 44    | 3     | 3     | .953     |
| 2016  | LAD   | 32    | 17    | 24    | 3     | 4     | .932     |
| 2017  | LAD   | 29    | 11    | 15    | 3     | 3     | .897     |
| 2018  | LAD   | 39    | 4     | 18    | 1     | 1     | .957     |
| 2019  | LAD   | 37    | 11    | 18    | 1     | 3     | .967     |
| 2020  | MIN   | 11    | 1     | 11    | 1     | 0     | .923     |
| 2021  | MIN   | 21    | 6     | 10    | 1     | 2     | .941     |
| 2023  | MIN   | 21    | 2     | 2     | 1     | 0     | .800     |
| 2024  | DET   | 29    | 13    | 10    | 2     | 3     | .920     |
| NPB   | NPB   | 218   | 95    | 293   | 21    | 23    | .949     |
| MLB   | MLB   | 219   | 65    | 108   | 13    | 16    | .930     |

- 2024年度シーズン終了時
- NPB時代の太字年はゴールデングラブ賞受賞

### タイトル
NPB
- 最多勝利：2回（2010年、2015年）
- 最優秀防御率：3回（2010年、2012年、2013年） ※2年連続、3回はともに菅野智之に次ぐセ・リーグ2位タイ
- 最多奪三振：2回（2010年、2011年）

### 表彰
NPB
- 沢村栄治賞：2回（2010年、2015年） ※2015年は西口文也以来18年ぶり2人目の、完封なしでの受賞
- ベストナイン：3回（投手部門：2010年、2013年、2015年）
- ゴールデングラブ賞：5回（投手部門：2010年、2012年 - 2015年）
- 最優秀投手：1回（2010年）
- 月間MVP：2回（投手部門：2010年5月、2012年6月）
- 最優秀バッテリー賞：2回（2010年 捕手：石原慶幸、2013年 捕手：石原慶幸）
- JA全農Go・Go賞：1回（最多奪三振賞：2011年6月）
- 「ジョージア魂」賞選考委員特別賞：1回（2012年）
- 「ジョージア魂」賞：2回（2012年度第1回、2013年度第12回）
- オールスターゲームMVP：1回（2012年第2戦）
- オールスターゲーム敢闘選手賞：1回（2014年第1戦）
- オールスターゲーム・ベストピッチャー賞：1回（2010年第1戦）

MLB
- Topps ルーキーオールスターチーム（英語版）（右投手部門：2016年）[注 4]
- オールMLBチーム[126]
  - セカンドチーム（先発投手）：1回（2020年）

日本代表
- WBCベストナイン：1回（投手部門：2013年）

その他
- スーパーベースボール賞（2010年[127]）
- 報知プロスポーツ大賞：1回（2010年）
- 夢 希望 感動忠岡大賞（2011年）
- 速玉賞（2014年）[128]

### 記録

#### NPB
初記録
投手記録
- 初登板・初先発登板：2008年4月5日、対横浜ベイスターズ2回戦（広島市民球場）、5回3失点
- 初奪三振：同上、4回表に吉村裕基から見逃し三振
- 初勝利・初先発勝利：2008年6月18日、対北海道日本ハムファイターズ4回戦（広島市民球場）、8回2被安打無失点
- 初完投・初完投勝利・初完封勝利：2008年9月20日、対中日ドラゴンズ23回戦（広島市民球場）

打撃記録
- 初打点：2008年7月5日、対東京ヤクルトスワローズ7回戦（広島市民球場）、3回裏に館山昌平から右犠飛
- 初安打：2008年7月11日、対阪神タイガース9回戦（阪神甲子園球場）、7回表に渡辺亮から左前安打
- 初本塁打：2008年9月28日、対東京ヤクルトスワローズ21回戦（広島市民球場）、4回裏に川島亮から左越ソロ

節目の記録
- 1000投球回：2013年6月15日、対北海道日本ハムファイターズ2回戦（札幌ドーム）、2回裏にミチェル・アブレイユから空振り三振 ※史上334人目
- 1000奪三振：2014年8月15日、対読売ジャイアンツ15回戦（MAZDA Zoom-Zoom スタジアム広島）、2回表に小林誠司から空振り三振 ※史上139人目
- 1500投球回：2015年10月2日、対中日ドラゴンズ24回戦（MAZDA Zoom-Zoom スタジアム広島）、5回表に藤井淳志から左飛 ※史上169人目

その他の記録
- 投手三冠王：1回（2010年） ※史上18人目、21世紀のセ・リーグ初。22歳シーズンでの達成は権藤博と並ぶセ・リーグ最年少タイ
- ノーヒットノーラン：1回（2012年4月6日、対横浜DeNAベイスターズ1回戦、横浜スタジアム） ※史上74人目
- シーズン防御率1.527（2012年）：セ・リーグ平成最小記録
- 開幕投手：5回（2010年 - 2012年、2014年、2015年）
- オールスターゲーム出場：5回（2010年、2012年、2013年、2014年、2015年）

#### MLB
初記録
投手記録
- 初登板・初先発登板・初勝利・初先発勝利：2016年4月6日、対サンディエゴ・パドレス3回戦（ペトコ・パーク）、6回無失点
- 初奪三振：同上、2回裏にウィル・マイヤーズから見逃し三振
- 初セーブ：2017年6月9日、対シンシナティ・レッズ1回戦（ドジャー・スタジアム）、6回表に2番手として救援登板・完了、4回3被安打1失点6奪三振[129]

打撃記録
- 初打席：2016年4月6日、対サンディエゴ・パドレス3回戦（ペトコ・パーク）、2回表にアンドリュー・キャッシュナーから空振り三振
- 初安打・初本塁打・初打点：同上、4回表にアンドリュー・キャッシュナーから左越ソロ

節目の記録
- 1000奪三振：2024年7月9日、対クリーブランド・ガーディアンズ2回戦（コメリカ・パーク）、2回表にオースティン・ヘッジズから見逃し三振 ※日本人3人目

その他の記録
- 連続奪三振数：8（2020年8月18日、対ミルウォーキー・ブルワーズ4回戦、ターゲット・フィールド） ※日本人投手最多タイ記録[注 5]、ミネソタ・ツインズ球団記録
- シーズンWHIP：0.75（2020年） ※規定投球回以上ではペドロ・マルティネスに次ぐ歴代2位
- 開幕投手：1回（2021年）

#### NPB/MLB通算
節目の記録
- 100勝：2016年4月23日、対コロラド・ロッキーズ2回戦（クアーズ・フィールド）、6回1/3無失点
- 1500奪三振：2017年8月1日、対アトランタ・ブレーブス5回戦（サントラスト・パーク）、6回裏にフレディ・フリーマンから空振り三振
- 150勝：2020年9月26日、対デトロイト・タイガース戦（ターゲット・フィールド）、6回3失点[130]
- 2000奪三振：2021年6月14日、対シアトル・マリナーズ4回戦（T-モバイル・パーク）、4回裏にシェド・ロング・ジュニアから空振り三振 ※日本人史上7人目[131]

### 背番号
- 34（2007年）
- 18（2008年 - 2021年、2023年 - ）
  - 20（WBC2013）[注 6]

### 登場曲
- 石井杏奈「You're my Hero」（2011年 - 2015年）
- ベリーグッドマン「1988～やったりますけん ver.～」（2015年 - ）[注 7][132]
- Perfume「FLASH」（2017年 - ）

### 代表歴
- 2013 ワールド・ベースボール・クラシック日本代表
- 2015 WBSCプレミア12 日本代表

## 関連情報

### 著書
自著
- 『#18マエケン』（ベースボール・マガジン社、2010年11月、ISBN 978-4583103068）
- 『エースの覚悟』（光文社、2013年4月、ISBN 4334037429）

監修
- 『前田健太：RED-18』（宝島社〈別冊宝島 1704 カルチャー&スポーツ〉、2010年11月、ISBN 978-4796679480）

### 関連書籍
- 橋本清『前田健太「感謝!」：オフィシャルBOOK』（徳間書店、2011年3月、ISBN 9784198631352）
- 節丸裕一『最強世代1988：田中将大、斎藤佑樹、坂本勇人、前田健太…11人の告白』（講談社、2011年）
- 週刊ベースボール×広島アスリートマガジン『前田健太のピッチング・バイブル』（2014年7月、ベースボール・マガジン社、ISBN 978-4583621616）